# دتانه
دتانه (به صربی: Detane) یک منطقهٔ مسکونی در صربستان است که در توتین، صربستان واقع شده‌است. دتانه ۲۲۴ نفر جمعیت دارد.